# 단일신론
단일신론(單一神論, Monarchianism)이란 한 본질에 세 위격으로 존재하는 삼위일체 하나님과 대조적으로 오직 한 인격으로서만 하나님을 강조하는 초기 기독교 신학의 견해이다.
단일신론’(monarchianism)에서 ‘monarch’라는 말의 뜻은 '군주' 내지 '하나의 통치'라는 의미이다. 결국 성부 하나님께서 군주처럼  하나님의 아들이신 그리스도와  성령님을 다스리고 지배하는 의미를 내포한다. 성부만이 참된 하나님으로서 군주처럼 강조한다는 것이다. 단일신론은 크게 둘로 나뉘는데 하나는 ‘양태론적 단일신론’(양태론)이며, 다른 하나는 ‘양자론적 단일신론’(양자론)이다.  전자가 ‘사벨리우스주의’이고, 후자가 그리스도의 종속을 주장하는 오리겐의 좌파인 ‘아리안주의’이다.

## 상세
단일신론은 크게 둘로 나눌 수 있다. ‘양태론적 단일신론’(또는 양태론)은 성부, 성자, 성령의 다른 "형식"을 통해 나타나시고 일하시는 동안 하나님을 한 분으로 간주한다. 이 견해에 따르면, 모든 신격은 성육신 때부터 예수의 인격 안에 거하시는 것으로 이해된다. "아버지"와 "아들"이라는 용어는 창조주의 초월과 성육신 사이의 구별을 설명하는 데 사용된다. 다른 하나는, 요한복음의 맥락에서 하나님은 영으로 이해되기 때문에 성령은 별개의 존재로 이해되어서는 안 되며, 오히려 하나님의 활동을 기술하는 것으로 이해되어야 한다고 주장한다. 주목할 만한 지지자로 노에투스, 프락세아스 및 사벨리우스 등이 있었으며, 이 견해가 일반적으로 사벨리우스주의라고 불리는 까닭이 된다. 그럼에도 사벨리우스의 저술은 전해지는 것이 없기 때문에 그의 신념에 대해서는 알려진 바가 거의 없다.
다른 하나인 ‘역동적 단일신론’(또는 양자론)은 신이 무엇보다도 한 존재이며, 완전히 나눌 수 없고 한 본성을 갖고 있다고 주장한다. 아들은 아버지와 함께 영원하지 않았고, 예수 그리스도는 본질적으로 하나님의 계획과 자신의 완전한 삶과 일을 위해 신성을 부여받았다. 역동적 단일신론의 다양한 변형은 예수가 세례를 받거나 승천할 때 "입양"되었다고 주장한다. 주목할 만한 지지자로 비잔티움의 테오도투스와 안티오크의 주교인 사모사타의 바울 등이 있었다.

## 같이 보기
- 아리우스파
- 니케아 회의
- 일원론
- 종속주의
- 유니테리안주의
- 반삼위일체론